# Гимн (Посвящение ДК и ОК)
Гимн (Посвящение ДК и ОК) — первый магнитоальбом советского андеграундного проекта «Бэд Бойз», записанный и выпущенный в 1985 году в Челябинске-70. Альбом включён в энциклопедию А. Кушнира «100 магнитоальбомов советского рока».

## Об альбоме
Идея о создании подпольной рок-группы с антисоветскими текстами Александру Мальцеву пришла в 1984 году после знакомства с клавишником группы «Имидж» Игорем Загородновым. Тогда была основана группа и концепция будущего альбома — делать минималистические песни остросатирического характера. До этого Мальцев экспериментировал с конкретной музыкой, используя семплирование фонограмм. Впоследствии этот приём у Мальцева позаимствовали его земляки — группа «Братья по разуму».
Летом 1985 года в подвале ДК «Октябрь» музыканты начали запись первого альбома «Гимн (Посвящение ДК и ОК)», первая часть которого была названа «посвящением ДК», а вторая — «Облачному краю». В альбоме встречаются песенные пародии на творчество Александра Новикова («Город древний»), групп «ДК» («Заберите вашу жизнь»), «Облачный край» («Союз композиторов»), «ДДТ» (песня «Братец рокер» является отсылкой к песне Шевчука «Свинья на радуге»). Тексты Мальцева воспевали в сатирическом ключе обманутых ветеранов, комсомольцев, правоохранительные органы и советскую эстраду. Песни были признаны антисоветскими.
Все тексты были написаны Мальцевым и исполнены им речитативом. Игорь Загороднов писал музыку и играл на синтезаторе. Помимо Загороднова, на синтезаторе также играл Игорь Бабанов, ставший позже клавишником группы «Телевизор». В нескольких композициях звучит гитара, на которой играл тогдашний гитарист группы «Имидж» Олег Садовников.

## Распространение альбома
По словам Александра Кушнира, альбом сначала распространялся в более крупных городах, за пределами Челябинска-70. Среди первых слушателей были рок-активисты из МИФИ и музыканты группы «ДК». Также имелась информация, что две композиции из альбома прозвучали в эфире канадского «Радио Торонто». В Свердловской области альбом распространялся абсолютно подпольным образом и изначально был не принят, и лишь к 1986 году журнал «Урлайт» опубликовал о магнитоальбоме заметку в разделе «Рок-хроника»:

В некотором закрытом царстве под Челябинском зародилось на свет Божий чудо-юдо: LP местных художников звука, на одной стороне которого написано "Дедикейтед ДК" /русскими буквами/, а на другой - "Дедикейтед ОК". Песни "ДеКи" и "Края" исполнены в специфической челябинской тональности, и их психологическое воздействие усилено некоторыми добавочными куплетами.— Журнал «Урлайт», выпуск апреля 1986 года
Впоследствии к 1986 году группой заинтересовалась служба КГБ, сразу просчитав место записи альбома и начав слежку за музыкантами. В результате, во время записи второго альбома, музыканты работали, соблюдая полную конспирацию.

## Список композиций
Слова и музыка всех песен — написаны Александром Мальцевым и Игорем Загородновым.
| №  | Название              | Длительность |
| -- | --------------------- | ------------ |
| 1. | «Гимн»                | 1:06         |
| 2. | «Заберите вашу жизнь» | 3:50         |
| 3. | «Наша общая любовь»   | 4:14         |
| 4. | «Ветераны»            | 2:28         |
| 5. | «Мэри»                | 1:58         |
| 6. | «Комсомольцы»         | 3:41         |
| 7. | «Плохая карма»        | 2:50         |

| №  | Название            | Длительность |
| -- | ------------------- | ------------ |
| 1. | «Высокое искусство» | 2:25         |
| 2. | «Наш большой сосед» | 4:24         |
| 3. | «Свадьбы»           | 2:31         |
| 4. | «Крематорий»        | 1:59         |
| 5. | «Братец Рокер»      | 2:05         |
| 6. | «Макондо»           | 1:55         |
| 7. | «Три девицы»        | 3:08         |

## Участники записи
- Александр Мальцев — вокал
- Игорь Загороднов — синтезатор, клавишные ритм-бокс
- Игорь Бабанов — синтезатор, клавишные
- Олег Садовников — гитара